# Желоба 1
Желоба 1 (Желоба 1-я) — деревня в Суворовском районе Тульской области России. 
В рамках административно-территориального устройства является центром Желобинской сельской территории Суворовского района, в рамках организации местного самоуправления входит в Северо-Западное сельское поселение.

## География
Расположена в 97 км к западу от центра города Тулы и в 24 км к юго-западу от центра города Суворов.

## Население
| 2002 | 2010 |
| ---- | ---- |
| 145  | ↘125 |